# 1377 Roberbauxa
1377 Roberbauxa је астероид главног астероидног појаса чија средња удаљеност од Сунца износи 2,259 астрономских јединица (АЈ).
Апсолутна магнитуда астероида је 13,1 а геометријски албедо 0,040.